# Herbert Lorenz (Turner)
Herbert Lorenz (* 1910/1911; † am 25. Januar 2001) war ein deutscher Turner, der für den Turn-Klubb zu Hannover turnte.
1931 gelang ihm der Sprung in die Nationalmannschaft. 1932 turnte Lorenz mit der Deutschlandriege auf dem Eidgenössischen Turnfest in Aarau in der Schweiz.
1934 gewann er mit der deutschen Nationalmannschaft die Bronzemedaille im Mannschaftsmehrkampf bei den Turn-Weltmeisterschaften in Budapest.